# Operatore di Laplace-Beltrami
In geometria differenziale, l'operatore di Beltrami è un operatore differenziale autoaggiunto che generalizza l'operatore di Laplace a funzioni definite su varietà riemanniane, come le superfici in uno spazio euclideo, e pseudo-riemanniane. Analogamente all'operatore di Laplace, è la divergenza del gradiente. L'operatore di Beltrami può essere esteso a forme differenziali per mezzo della divergenza e della derivata esterna, ed in tal caso è detto operatore di Laplace-de Rham (da Georges de Rham).

## Definizione
L'operatore di Beltrami, così come l'operatore di Laplace di cui è l'estensione, è definito come la divergenza del gradiente:
{\displaystyle \Delta f=\operatorname {div} \;\operatorname {grad} f}
Sia {\displaystyle M} una varietà riemanniana orientata. L'orientazione consente di specificare una forma di volume {\displaystyle \mathrm {vol} _{n}} su {\displaystyle M}, che in un sistema di coordinate orientato {\displaystyle x^{i}} si scrive:
{\displaystyle \mathrm {vol} _{n}:={\sqrt {|g|}}\;dx^{1}\wedge \ldots \wedge dx^{n}}
dove {\displaystyle dx^{i}} sono le 1-forme che costituiscono la base duale alla base (dello spazio tangente) composta dai vettori:
{\displaystyle \partial _{i}:={\frac {\partial }{\partial x^{i}}}}
e {\displaystyle \wedge } è il prodotto wedge. Inoltre, {\displaystyle |g|=\det(g_{ij})} è il modulo del determinante del tensore metrico {\displaystyle g_{ij}}.
La divergenza {\displaystyle \operatorname {div} X} di un campo vettoriale {\displaystyle X} sulla varietà è allora definita come la funzione scalare tale per cui:
{\displaystyle ({\mbox{div}}X)\;\mathrm {vol} _{n}:=L_{X}\mathrm {vol} _{n}}
con {\displaystyle L_{X}} la derivata di Lie lungo {\displaystyle X}. In coordinate locali:
{\displaystyle {\mbox{div}}X={\frac {1}{\sqrt {|g|}}}\partial _{i}\left({\sqrt {|g|}}X^{i}\right)}
dove si è utilizzata la notazione di Einstein.
Il gradiente di {\displaystyle f} è invece il campo vettoriale {\displaystyle \operatorname {grad} f} che può essere definito attraverso il prodotto interno {\displaystyle \langle \cdot ,\cdot \rangle } sulla varietà come:
{\displaystyle \langle {\mbox{grad}}f(x),v_{x}\rangle =df(x)(v_{x})}
per tutti i vettori {\displaystyle v_{x}} posti nel punto {\displaystyle x} dello spazio {\displaystyle T_{x}M} tangente la varietà in {\displaystyle x}, dove {\displaystyle d} è la derivata esterna. In coordinate locali:
{\displaystyle \left({\mbox{grad}}f\right)^{i}=\partial ^{i}f=g^{ij}\partial _{j}f}
dove {\displaystyle g^{ij}g_{jk}=\delta _{k}^{i}}.
Combinando le definizioni di gradiente e divergenza, la formula per l'operatore di Beltrami {\displaystyle \Delta } applicato a una funzione scalare {\displaystyle f} è data in coordinate locali da:
{\displaystyle \Delta f=\operatorname {div} \;\operatorname {grad} f={\frac {1}{\sqrt {|g|}}}\partial _{i}\left({\sqrt {|g|}}g^{ij}\partial _{j}f\right)}

## Autoaggiuntezza formale
Per una funzione a supporto compatto {\displaystyle f}, la derivata esterna {\displaystyle d} soddisfa la relazione:
{\displaystyle \int _{M}df(X)\;\mathrm {vol} _{n}=-\int _{M}f\mathrm {div} X\;\mathrm {vol} _{n}}
dove si è applicato il teorema di Stokes. Si ha inoltre che:
{\displaystyle \int _{M}f\,\Delta h\,\mathrm {vol} _{n}=-\int _{M}\langle df,dh\rangle \,\mathrm {vol} _{n}}
per ogni coppia di funzioni {\displaystyle f} e {\displaystyle h} a supporto compatto. Quest'ultima relazione caratterizza completamente l'operatore di Beltrami {\displaystyle \Delta }, poiché è l'unico operatore a soddisfare tale proprietà.
Come conseguenza, l'operatore di Beltrami è negativo e formalmente autoaggiunto. Questo significa che per ogni coppia di funzioni {\displaystyle f} e {\displaystyle h} a supporto compatto:
{\displaystyle \int _{M}f\,\Delta h\;\mathrm {vol} _{n}=-\int _{M}\langle df,dh\rangle \;\mathrm {vol} _{n}=\int _{M}h\,\Delta f\;\mathrm {vol} _{n}}
Talvolta si definisce l'operatore di Beltrami con il segno opposto.

## Laplaciano tensoriale
L'operatore di Beltrami può essere scritto usando la traccia della derivata covariante iterata associata ad una connessione di Levi-Civita. Da questo punto di vista, se {\displaystyle X_{i}} è una base del campo vettoriale tangente allora la matrice hessiana di una funzione {\displaystyle f} è un tensore simmetrico di ordine 2 con componenti:
{\displaystyle H(f)_{ij}=H_{f}(X_{i},X_{j})=\nabla _{X_{i}}\nabla _{X_{j}}f-\nabla _{\nabla _{X_{i}}X_{j}}f}
e l'operatore di Beltrami è la traccia dell'hessiana, tenendo conto della metrica {\displaystyle g^{ij}} :
{\displaystyle \Delta f=\sum _{ij}g^{ij}H(f)_{ij}}
In una notazione diversa, si scrive anche:
{\displaystyle \Delta f=\nabla ^{a}\nabla _{a}f}
Poiché la derivata covariante si estende canonicamente a tensori arbitrari, l'operatore di Beltrami definito su un tensore {\displaystyle T} dalla relazione:
{\displaystyle \Delta T=g^{ij}\left(\nabla _{X_{i}}\nabla _{X_{j}}T-\nabla _{\nabla _{X_{i}}X_{j}}T\right)}
è "ben definito".

## Operatore di de Rham
Più in generale, si può definire un operatore differenziale laplaciano su sezioni del fibrato (più precisamente di una sua generalizzazione detta bundle) di forme differenziali su una varietà pseudo-riemanniana. Su una varietà riemanniana è un operatore ellittico, mentre su una varietà lorentziana è un operatore iperbolico. L'operatore di de Rham è definito come:
{\displaystyle \Delta =\mathrm {d} \delta +\delta \mathrm {d} =(\mathrm {d} +\delta )^{2}}
dove {\displaystyle d} è la derivata esterna e {\displaystyle \delta } è il codifferenziale, agente come {\displaystyle (-1)^{kn+n+1}*d*} su k-forme.
Se si calcola {\displaystyle \Delta f} per una funzione {\displaystyle f} scalare, si ha {\displaystyle \delta f=0} sicché:
{\displaystyle \Delta f=\delta \,df}